# أحمد شيبة
أحمد شيبة واسمه بالكامل أحمد محمد عبد الرحمن شيبة هو مطرب شعبي مصري من مواليد مدينة الإسكندرية بمنطقة القباري، كانت بداية مشواره الغنائي في سن الثامنة عشر بالإضافة لكونه كان يشغل ببعض الأعمال الحرفية.
كان شيبة يغني بالأفراح الشعبية المصرية حتى استطاع تكوين فرقة لنفسه بعد ذلك لينطلق بعدها كأحد مطربي الأفراح المعروفين إلى حد ما في الاسكندرية.

## بدايته في الشهرة
كانت بداية شهرته من خلال إصداره للأغاني على موقع يوتيوب، وربما أشهرهما أغنيتين قام بإصدارهما عام 2012، الأولى باسم هذا جناه ابي ويشاركه فيه ابنه محمود شيبه، والثانية أغنية اللي مني مزعلني وشاركه فيه ابنه الكبير محمد شيبه حتى شارك بعد ذلك في تمثيل بعض الأعمال وأبرزها: مسلسل النايت وفيلم أوشن 14 عام 2015-16 .

## الظهور الاعلامي
بدأ أسم أحمد شيبة في الشهرة من خلال سماع أغانيه دون معرفة شكله للجمهور، حتى وُجِدَت صورة على الإنترنت لشاب عشريني يحتضن أحد المطربين في فرح شعبي وكانت تلك الصورة هي التي اشارت إليه بعد ذلك حتى أصبحت أيقونة له على وسائل التواصل الاجتماعي وبذلك تمت معرفته للجمهور.
لم يكن أحمد شيبه قد حصل على الشهرة الكافية حتى خرج المواطن أحمد جودة المعروف بأسم أبو صدام في فرح شعبي بالمنصورة ليظهر حبه بشكل عصبي كبير حتي تصل عدد مشاهدة الفيديو أكثر من مليوني مشاهدة في أقل من عام وأصبح صدام من أشهر الشخصيات المستخدمة في ايمائات الإنترنت بجملته الشهيرة «أنت مية المية المية وأسيادنا راضيين عليك».
مرة أخرى وبعدها بعام يظهر شيبه في الفيلم الذي من بطولة الفنان محمود عبد المغني المعروب بأسم النبطشي حيث خرج شيبة بأغنية التي ذاع صيتها ثم انتشرت أغنية اللي مني مرة أخرى مع بداية عام 2016 حتى ظهر شيبه وازداد عدد جمهوره وحقق نجاحا كبيرا في مصر ثم ذاع يته في العالم العربي برمته وخصوصا بعدما تم طرح أغنية آه لو لعبت يا زهر التي هي من حيثيات فيلم أوشن 14، وقد تخطت الأغنية على يوتيوب أكثر من 200 مليون مشاهد.

## أشهر أغانيه
- انا مش فاضلكم
- من خاف سلم
- سيبونا بقى بحالنا تتر النهاية لمسلسل زلزال.
- 6 وشوش
- يعلم ربنا تتر النهاية لمسلسل نسر الصعيد[8]
- اه لو لعبت يا زهر من فيلم اوشن 14.
- الفقر والجدعنة
- فارس بمشاركة زاب ثروت.
- سنا السكينة
- بيحسدوني لما بضحك. للمطرب السوري جورج وسوف.
- عشان معيش
- خلي عينك وسط راسك
- خلونى ساكت
- امسك حرامى من فيلم المواطن برص
- انا مش هافية
- بنضحك غلب من فيلم البرنسيسة
- ليالينا
- حكم القوي
- الرجولة في خطر
- اللي مني مزعلنى
- هذا جناة ابي